# Gorges (Mancha)
Gorges é uma comuna francesa na região administrativa da Normandia, no departamento Mancha. Estende-se por uma área de 22,37 km². Em 2010 a comuna tinha 352 habitantes (densidade: 15,7 hab./km²).